# Heterochroma luma
Heterochroma luma là một loài bướm đêm trong họ Noctuidae.